# Stages (Melanie C)
Stages è il sesto album in studio della cantante britannica Melanie C, pubblicato nel 2012. Si tratta di un album di cover pubblicato per la Red Girl Records e contiene diverse canzoni tratte da spettacoli teatrali e film.

## Tracce
1. Maybe This Time – 3:37
2. Another Hundred People – 2:47
3. I Know Him So Well (feat. Emma Bunton) – 4:24
4. Aren't You Kinda Glad We Did? – 3:12
5. I Don't Know How to Love Him – 5:22
6. Both Sides Now – 5:01
7. Ain't Got No / I Got Life – 3:09
8. I Just Don't Know What to Do with Myself – 3:24
9. I Only Have Eyes for You – 3:20
10. Tell Me It's Not True – 5:09
11. My Funny Valentine – 2:57
12. Something Wonderful – 2:52